# Caps-de-Maria
Caps-de-Maria est un hameau de l'Est du Québec situé sur la péninsule gaspésienne dans région de la Gaspésie–Îles-de-la-Madeleine faisant partie de la ville de Carleton-sur-Mer dans la municipalité régionale de comté d'Avignon au Canada. L'endroit a déjà été nommé sous sa forme anglophone de Maria Capes.